# Posizionamento
Il posizionamento, nel marketing, è un'analisi utile a studiare un mercato, al fine di comunicare una caratteristica distintiva di un marchio o un prodotto, che renda più visibile il messaggio pubblicitario in una situazione di elevata concorrenza. Lo scopo è far trovare al prodotto una collocazione di rilievo nella mente del potenziale consumatore. In quanto analisi, il posizionamento di marca non ha visibilità propria, di conseguenza è indispensabile l'azione comunicativa del posizionamento individuato. Questo può essere fatto attraverso diversi canali online e offline come i canali di ricerca con la differenziazione nei motori di ricerca (SED), e il search engine marketing, attraverso le reti sociali con il social media marketing. Il posizionamento guida tutto il processo di marketing, inclusa la strategia. Ogni azione aziendale deve essere coerente al posizionamento stesso e farsene ambasciatrice.
Il posizionamento (brand positioning) è l'elemento differenziante rilevante per il target, proprio del prodotto, che non è comunicato dai concorrenti. In base alla posizione mentale che si vuole andare a occupare, si definirà il prodotto e le altre variabili del marketing mix.

## Storia
Il posizionamento è stato teorizzato da Jack Trout nel 1969, in uno scritto dal titolo "Positioning" is a game people play in today's me-too market place", uscito sulla rivista «Industrial Marketing», a cui hanno fatto seguito, nel 1972, due articoli scritti con Al Ries (The Positioning Era Cometh, in «Industrial Marketing»), culminati poi nella pubblicazione del libro Positioning: The Battle For Your Mind del 1981. I loro concetti, enucleati alla fine degli anni sessanta, sono considerati validi ancora oggi.

## Descrizione
Nel marketing è considerato come il processo per creare un'immagine nella mente del target. Questa immagine viene creata per far sì che un potenziale cliente possa associare dei valori a un prodotto, un brand, un'organizzazione. Ad esempio, associare a una marca di biscotti l'idea di famiglia, di calore, di genuinità. Nel processo di Marketing Strategico il posizionamento è composto da:
1. Creazione di una reputazione con selezione di criteri.
2. Azioni di comunicazione sugli influencer (media) per amplificare la propagazione dei valori.
3. Per mezzo degli influencer, la propagazione si indirizza verso l'audience come target di riferimento.
4. l'audience è prevalentemente formata da un target identitario che garantisce l'efficacia di vendita.
5. Verifica del modello di business, del piano di vendita e del ROI (Return on investment).
6. Feedback sulla strategia e potenziamento.

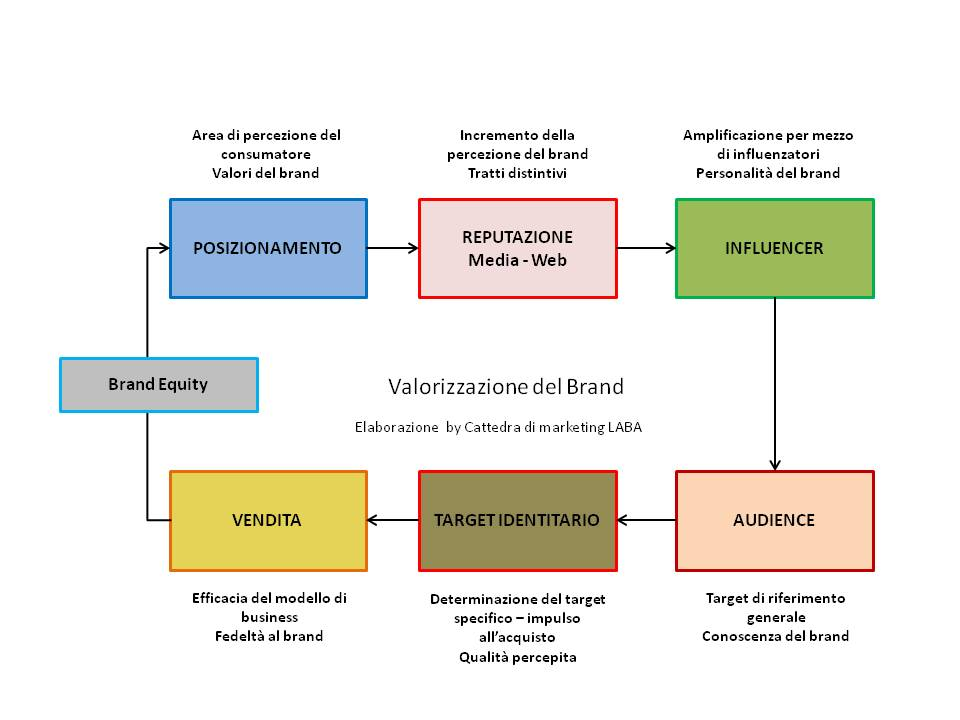
Flusso che descrive le fasi del posizionamento in base alle ricerche effettuate dalla cattedra di marketing della LABA Brescia. Prof. Corrado Corradini

Molto spesso il posizionamento utilizza evocazioni che vanno al di là del mero consumo di un prodotto. Proprio per evocare situazioni ed emozioni legate all'utilizzo, che possano portare il consumatore a un'identificazione e quindi all'acquisto.

## Deposizionamento e riposizionamento
Il riposizionamento si ha invece quando si tenta di modificare l'immagine associata a un prodotto. Solitamente si provvede a un Riposizionamento quando si vuole differenziare il prodotto o il marchio rispetto ai concorrenti di mercato.
Con il termine deposizionamento invece s'intende la pratica di modificare la percezione del prodotto o del marchio nelle menti dei possibili consumatori, ovvero del target di riferimento. Ci si avvale del deposizionamento quando si vuole far cambiare immagine al proprio prodotto (riposizionamento).